# Nguyễn Tiến Sinh
Nguyễn Tiến Sinh (sinh năm 1968) là chính trị gia người dân tộc Mường ở Việt Nam. Ông hiện là đại biểu Quốc hội Việt Nam khóa 14 thuộc đoàn đại biểu Hòa Bình, Ông từng là đại biểu khóa 13 cũng thuộc đoàn đại biểu tỉnh Hòa Bình.

## Xuất thân và giáo dục
Nguyễn Tiến Sinh sinh ngày 12 tháng 11 năm 1968, người dân tộc Mường, không theo tôn giáo nào.
Ông có quê quán ở xã Liên Sơn, huyện Lương Sơn, tỉnh Hòa Bình.
Ông có bằng cử nhân luật và cao cấp lý luận chính trị Đảng Cộng sản Việt Nam.

## Sự nghiệp
Ngày 12 tháng 8 năm 1990, ông gia nhập Đảng Cộng sản Việt Nam.
Ông từng là Đại biểu Hội đồng nhân dân huyện nhiệm kỳ 1999-2004.
Ông từng là đại biểu Quốc hội (chuyên trách địa phương) khóa 13, Tỉnh ủy viên, Phó Trưởng đoàn chuyên trách Đoàn ĐBQH tỉnh Hòa Bình khóa XIII, Ủy viên Hội đồng Dân tộc của Quốc hội.
Ngày 3 tháng 10 năm 2020,ông được bầu làm Chủ nhiệm Ủy ban Kiểm tra Tỉnh ủy Hòa Bình.

### Đại biểu Quốc hội khóa 14
Ngày 22 tháng 5 năm 2016, ông trúng cử Đại biểu Quốc hội Việt Nam khóa 14 tại tỉnh Hòa Bình.

#### Tố cáo đại biểu Quốc hội can thiệp tòa án, dẫn dắt dư luận
Sáng ngày 26 tháng 5 năm 2018, phát biểu tại nghị trường Quốc hội về vụ xét xử sơ thẩm bác sĩ Hoàng Công Lương trong vụ án 9 bệnh nhân chạy thận bị chết ở bệnh viện đa khoa tỉnh Hòa Bình do tồn dư hóa chất trong đường ống, Nguyễn Tiến Sinh cho rằng các đại biểu Quốc hội khác phát biểu ý kiến về vụ án trong khi tòa đang xét xử là can thiệp vào quá trình xử án, dẫn dắt dư luận, tạo sức ép không cần thiết lên cơ quan tố tụng. Ý kiến này đã bị nhiều đại biểu phản ứng mạnh mẽ như Nguyễn Quang Tuấn và Phạm Khánh Phong Lan.